# 鸽群乡
鸽群乡，是中华人民共和国西藏自治区那曲市嘉黎县下辖的一个乡镇级行政单位。

## 行政区划
鸽群乡下辖以下地区：
贡西顶村、口嘎改村、董琼多村、宗多村、错隆村、达日朵村、阿托库村、学孔玛村和西吾隆村。